# Anatoli Kartaïev
Pour les articles homonymes, voir Kartaïev.
Anatoli Zinovievitch Kartaïev - en russe : Анатолий Зиновьевич Картаев et en anglais : Anatoli Kartaev - (né le 12 avril 1947 à Tcheliabinsk en URSS) est un joueur professionnel russe de hockey sur glace devenu entraîneur.

## Biographie
Il a joué au Traktor Tcheliabinsk de 1971 à 1978. En 1984, il devient entraîneur du Metallourg Tcheliabinsk. Il a dirigé les équipes suivantes :
- Metallourg Tcheliabinsk (1984-1987)
- Avtomobilist Karaganda (1989-1991)
- Traktor Tcheliabinsk
- Kazakhmys Satpaïev (2003-2007)
- Sélection kazakhe (2007)

Il a mené le Kazakhmys au titre de champion du Kazakhstan en 2006. Il a également entraîné en Chine et en Yougoslavie.